# Jean de Meulan
 (avril 2021).
Jean de Meulan, né en 1283 à Saint-Quentin et mort à Paris le 22 novembre 1363, est un prélat français du XIVe siècle. 

## Biographie
Il est le fils de Galéran (Valéran)de Meulan, baron de Neubourg et de Jeanne de Bouville, dame de Milly.  Sa famille, originaire de Normandie, était une des plus illustres du Vermandois, et était alliée à la famille de Trie.
Jean de Meulan est  pourvu de divers bénéfices, et on le trouve à la fois chanoine du chapitre de Notre-Dame de Paris en 1328 et archidiacre de Brie (1329-1331), chanoine de Cambrai et Saint-Quentin;  trésorier de la Sainte Chapelle à Paris en 1335. Il fonde la chapelle Saint-Jacques-et-Saint-Julien à Saint-Gervais
Il est élu évêque de Meaux le 26 novembre 1334. En 1351 il est évêque de Noyon et en 1352 de Paris. Il est conseiller du Roi, et conseiller au Parlement.
L’évêque de Paris, Jean de Meulan, permit l'ouverture du marché des patriarches en reconnaissance des prêtres pénitents « anthropophages » venu lui sauver la vie en ce lieu en 1353, et la même année, l’érection d'une chapelle, sous l'invocation de Saint Jacques et de Saint Julien, dans l'église Saint-Gervais. 
Seigneur d'Aubergenville, Jean de Meulan meurt de la peste en novembre 1363.

## Famille
Raoul de Meulan est un parent de Jean. Il fut en 1306, chanoine de Laon, puis de Paris en 1312, et de Soissons en 1320. Il fut conseiller au Parlement